# Georg Friedrich Heinemann
Georg Wilhelm Friedrich Heinemann (* 5. April 1825 in Stöcken; † 11. März 1899 in Wittingen) war ein Lehrer in Stöcken und Mundartdichter.

## Leben
Georg Wilhelm Friedrich Heinemann war der Sohn des Lehrers Heinemann aus Stöcken, der von 1818 bis 1843 als Schulmeister in Stöcken tätig war. Er besuchte von 1843 bis 1844 das Seminar zu Hannover und lehrte unter Seminardirektor Küster immer im ersten Sommerquartal. Mit Genehmigung des königlichen Konsistoriums durfte er seinen kranken Vater schon vor dessen Ableben nach dem Seminar in allen Dienstfunktionen vertreten. Nach dem ersten Seminarbesuch wurde er seinem Vater unterstellt, nach dem zweiten starb dieser.
Am 31. August 1844 erhielt er seine Bestätigung als Lehrer zu Stöcken. Zum fünfzigjährigen Dienstjubiläum erhielt Heinemann von Seiner Majestät das Kreuz der Adler des Königlichen Hausordens von Hohenzollern mit der Zahl „50“. Bis zum 30. September 1896 war er als Lehrer in Stöcken angestellt. 1896 trat Heinemann in den Ruhestand, verließ das Schulhaus in Stöcken für seinen Nachfolger Kahrens, der aus Langwedel kam, und zog nach Wittingen. Als Rätselmann und Dichter hat er sich ein bleibendes Andenken geschaffen. Seine Gedichte sind in plattdeutscher Mundart im volkstümlichen Sinne gehalten.

## Werke
- De dütsch-französische Krieg 1870–71. In 59 plattdütschen Gedichten wiß un wahrhaft vörtellt för Heer, Schaul un Volk. Wollermann, Braunschweig 1892.
- Räthsel, Lieder und vermischte Gedichte für christliche Kreise. Verlag Anst.-Buchdruckerei, 1876.